# Уве Генсгаймер
Уве Генсгаймер (нім. Uwe Gensheimer, нар. 26 жовтня 1986, Мангайм, Німеччина) — німецький гандболіст, бронзовий призер Олімпійських ігор 2016 року.

## Виступи на Олімпіадах
| Олімпіада           | Дисципліна | Місце |
| ------------------- | ---------- | ----- |
| Ріо-де-Жанейро 2016 | гандбол    | 3     |

## Зовнішні посилання
- Уве Генсгаймер — олімпійська статистика на сайті Sports-Reference.com (англ.) (архівна версія)